# Holothuria massaspicula
Holothuria massaspicula is een zeekomkommer uit de familie Holothuriidae.
De wetenschappelijke naam van de soort werd in 1954 gepubliceerd door Gustave Cherbonnier.